# بجاک (قره‌عیسی‌لی)
بجاک (به ترکی استانبولی: Bucak) یک منطقهٔ مسکونی در ترکیه است که در کارایسالی واقع شده‌است.